# Thomas McLeod
Thomas Frank McLeod (Stornoway, 29 agosto 1869 – Kingston, 16 dicembre 1960) è stato un marinaio ed esploratore scozzese.
Partecipò alle spedizioni antartiche chiamate Terra Nova, Endurance e Quest.
Verso i quattordici anni si arruolò presso la marina mercantile britannica e si aggregò, come marinaio scelto, alle spedizioni Terra Nova (comandata da Robert Falcon Scott), Endurance e Quest (comandate da Ernest Shackleton). Durante la spedizione Endurance, a seguito del naufragio della nave, rimase sull'isola Elephant con il resto dell'equipaggio in attesa che Shackleton tornasse con i soccorsi.
La sua partecipazione alle spedizioni Terra Nova ed Endurance venne insignita con la medaglia polare di bronzo.